# Condado de Yancey
El condado de Yancey (en inglés: Yancey County, North Carolina), fundado en 1833, es uno de los 100 condados del estado estadounidense de Carolina del Norte. En el año 2000 tenía una población de 17 774 habitantes con una densidad poblacional de 76 personas por km². La sede del condado es Burnsville.

## Geografía
Según la Oficina del Censo, el condado tiene un área total de 811 km² (313,1 mi²), de la cual 808 km² (312 mi²) es tierra y 3 km² (1,2 mi²) es agua.

### Municipios
El condado se divide en once municipios: 
Municipio de Brush Creek, Municipio de Burnsville, Municipio de Cane River, Municipio de Crabtree, Municipio de Egypt, Municipio de Green Mountain, Municipio de Jacks Creek, Municipio de Pensacola, Municipio de Price Creek, Municipio de Ramseytown y Municipio de South Toe.

### Condados adyacentes
- Condado de Mitchell - noreste
- Condado de McDowell - sureste
- Condado de Buncombe - suroeste
- Condado de Madison - oeste
- Condado de Unicoi - noroeste

## Demografía
En el 2000 la renta per cápita promedia del condado era de $29 674, y el ingreso promedio para una familia era de $35 879. El ingreso per cápita para el condado era de $16 335. En 2000 los hombres tenían un ingreso per cápita de $26 800 contra $20 885 para las mujeres. Alrededor del 15.80% de la población estaba bajo el umbral de pobreza nacional.

## Lugares

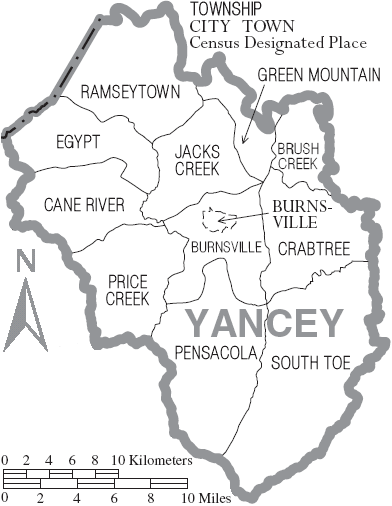
Mapa del condado de Yancey en Carolina del Norte con sus municipios.

### Ciudades y pueblos
- Burnsville
- Green Mountain
- Swiss